# 1970
1970 (MCMLXX) var ett normalår som började en torsdag i den gregorianska kalendern.

## Händelser

### Januari
- 1 januari
  - Professionell boxning förbjuds i Sverige.[1]
  - I Sverige bildas Statsföretag AB som förvaltare av de statliga svenska företagen med 29 000 anställda[2]. Där ingår dotterbolagen NJA, LKAB och ASSI[3].
  - I Sverige får utomäktenskapliga barn samma arvsrätt efter svenska medborgare som barn födda inom äktenskapet[4] samt rätt att ta faderns efternamn[3].

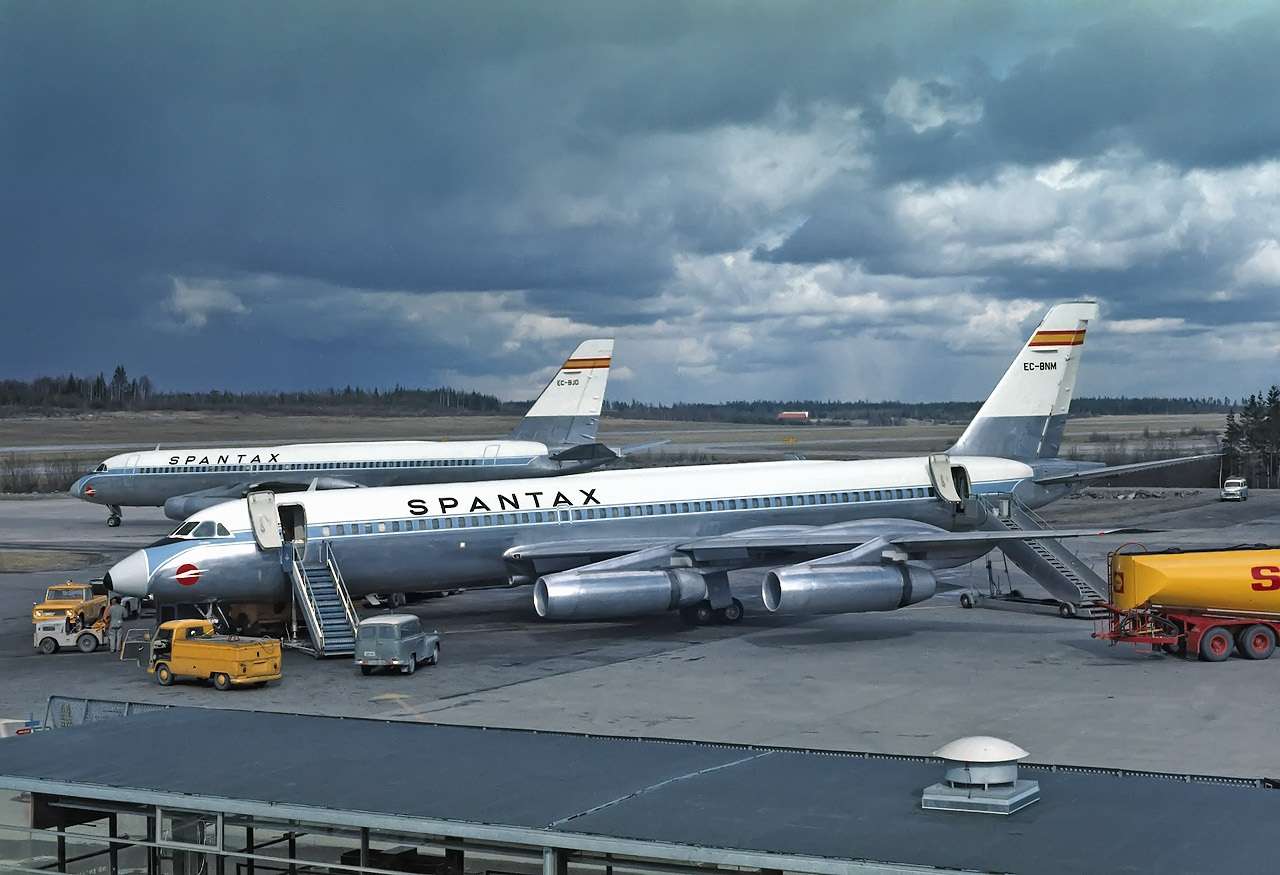
Spantaxolyckan på Arlanda

- 5 januari – Fem personer omkommer och fem skadas då ett spanskt charterflygplan  havererar strax efter starten från Arlanda[5].
- 12 januari – Inbördeskriget i Nigeria slutar med att utbrytarstaten Biafra kapitulerar[4].
- 13 januari – Den sista svenska tvåkammarriksdagen öppnas[6].
- 21 januari – I Sverige läggs Stockholms hembiträdesförening ned i samband med förslag på ett möte[7].
- 28 januari – Israeliskt flyg anfaller Kairos förstäder.
- 30 januari – En anlagd brand utbryter på Rättspsykiatriska Kliniken i Lund (RPK). Den har föregåtts av sabotage och en intensiv debatt om den politiska psykiatrin.

### Februari
- 4 februari – Gruvarbetarstrejken vid LKAB avslutas efter 56 dagar.[8]
- 6 februari – Sydkraft får tillstånd att uppföra en första kärnreaktor i Barsebäck.[4]
- 9 februari – Den svenska sambeskattningen tas bort så att beskattningen blir individuell, inte hushållsbunden, vilket gynnar hushåll där alla vuxna arbetar. Den direkta statsskatten sänks, vilket kompenseras med en höjning av momsen från 9 till 14 procent.
- 11 februari – Japan blir det fjärde landet att skicka upp en satellit i omloppsbana runt jorden.
- 16 februari – 102 personer omkommer då ett dominikanskt passagerarflygplan störtar över Santo Domingo, Dominikanska republiken.[9]
- 21 februari – Ett flygplan från Swissair med 47 personer ombord på väg mellan Zürich och Tel Aviv havererar utanför Baden i Schweiz, sedan en bomb ombord har exploderat[10].
- 28 februari – Städerskan Maja Ekelöf får Rabén & Sjögrens litteraturpris för sin bok Rapport från en skurhink.[3]

### Mars
- 1 mars
  - Irland går med i EFTA[11].
- 4 mars
  - Den franska ubåten Eurydice (ubåt) exploderar i Medelhavet på 600 meters djup. 57 besättningsmän omkommer.[12]
  - Sveriges riksdag beslutar om arbetstidsförkortning, och gör normalarbetsveckan 40 timmar lång[4].
- 12 mars – Elransonering, vilken kommer att vara i en månad, införs i Sverige.
- 18 mars
  - Kambodjas statschef, prins Sihanouk, avsätts av Kambodjas nationalförsamling i Phnom Penh[4].
  - I Sverige avblåses arbetskonflikten i Malmfälten då gruvarbetarna sluppit ackorden och erbjuds månadslöner[4]. Arbetstidsförkortning från 42,5 till 40 timmar per vecka införs också, och löneökning på 15 %[3].
- 19 mars – Västtysklands förbundskansler Willy Brandt möter Östtysklands regeringschef Willi Stoph.
- 20 mars – En svensk tanker och ett nederländskt fartyg kolliderar nära Vaxholm, Sverige och 1 300 ton olja rinner ut[13].
- 28 mars – 3 000 personer dödas och 5 000 skadas vid en jordbävning i Gediz, Turkiet som förstör 80 % av staden[14].
- 29 mars – 14-årige Ingemar Stenmark, Sverige, vinner i slalom vid juniorvärldsmästerskapen i Frankrike[2].
- Våren – Olof Palme företar en rundresa i Västeuropa för att redovisa den svenska inställningen till EEC.

### April
- 1 april – Sveriges Radio-TV börjar sända i färg över hela Sverige[4].
- 10 april – The Beatles splittras.[15]
- 11 april – Den amerikanska raketen Apollo 13 skjuts upp.
- 16 april – Andra omgången av SALT-förhandlingarna inleds[11].
- 17 april - Apollo 13 landar igen på jorden.[16]
- 22 april – Vid en explosion i Hammargrens pyrotekniska fabrik i Anneberg utanför Göteborg dödas åtta personer.
- 24 april – Kina sänder upp sin första rymdsatellit som går in i omloppsbana runt jorden[4].
- 27 april – Som ett led i protesterna mot Vietnamkriget kastar demonstranter ägg på USA:s nya ambassadör i Sverige Jerome Holland när han skall inviga ett amerikanskt kulturcenter i Stockholm[4]. USA:s utrikesdepartement betraktar händelsen som "förolämpande och opåkallad"[3].
- 30 april–30 juni – USA skickar soldater till Kambodja för att köra ut kommunisterna, då FNL och Nordvietnam använder Kambodja som bas för angrepp på Sydvietnam samt USA:s soldater i Indokinakonflikten. Målet är att säkra tillbakadragandet av amerikanska soldater från Sydvietnam[17].

### Maj

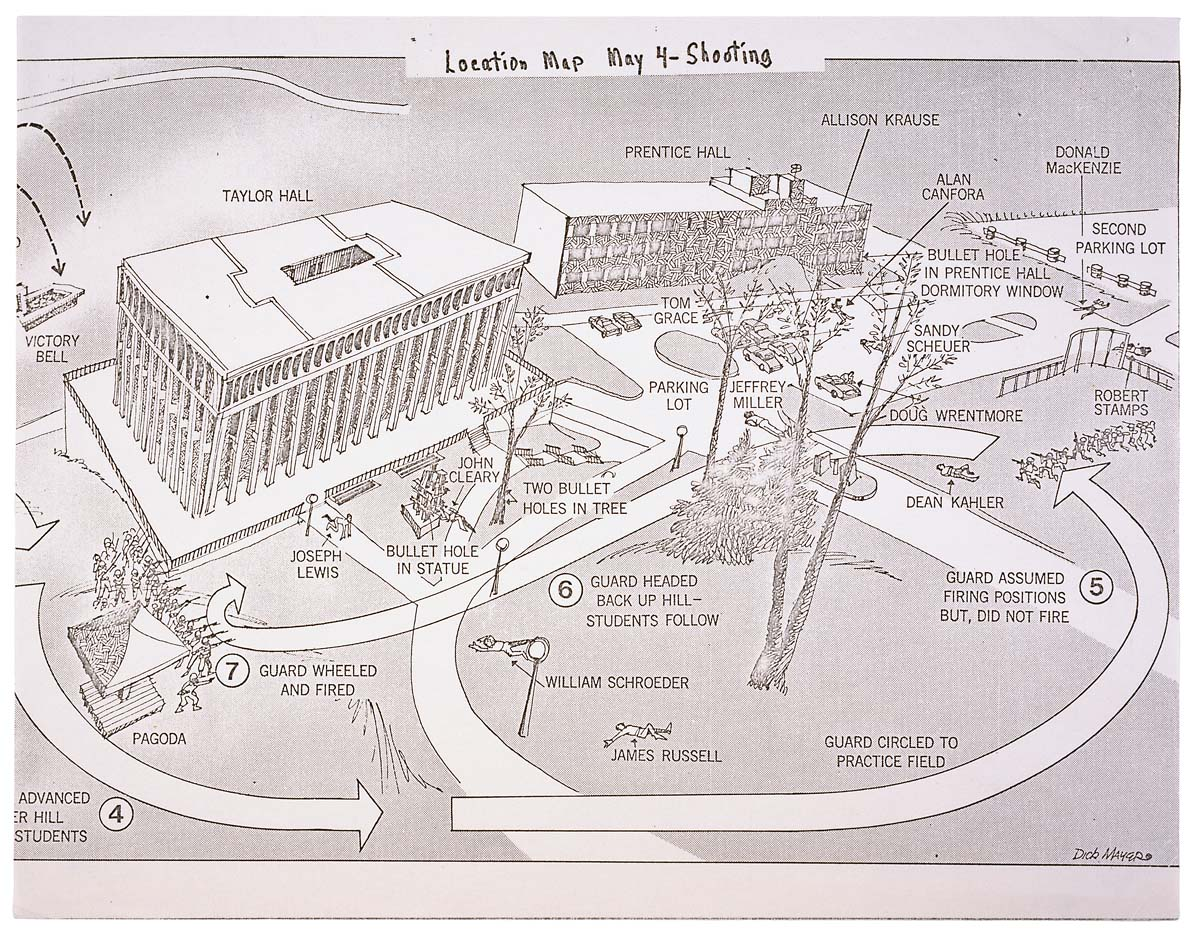
Skottdramat vid Kent State University

- 1 maj – Amerikanska soldater går in i Kambodja[18].
- 3 maj – USA börjar åter bomba Nordvietnam.
- 4 maj – Ohios nationalgarde skjuter mot studenter som protesterar mot USA:s invasion av Kambodja vid Kent State University. Fyra studenter dödas[18].
- 6 maj – I Stockholm deltar 10 000 människor i den dittills största demonstrationen mot USA:s krigföring i Indokina[2].
- 13 maj – Sveriges riksdag beslutar, inför krav att läkemedelsindustrin skall förstatligas, att begränsa sig till apoteken[2] genom organisera dem i Apoteksbolaget AB. Bolaget skall gemensamt ägas av staten (majoritetsägare) och Apotekssocieteten.
- 20 maj – Hundratals personer omkommer och tusentals personer blir hemlösa vid översvämningar i Rumänien[14].
- 22 maj – I Sverige byter järnvägsknuten Krylbo namn till Avesta C[4].
- 29 maj – 35-årige Pehr G. Gyllenhammar utses till chef för Volvo[2] efter svärfadern Gunnar Engellau.
- 30 maj – TV-pjäsen om NJA, Norrbottens Järnverk, som föranlett en debatt om vänstervridningen i svensk radio och TV, fälls för osaklighet i radionämnden[18].

### Juni

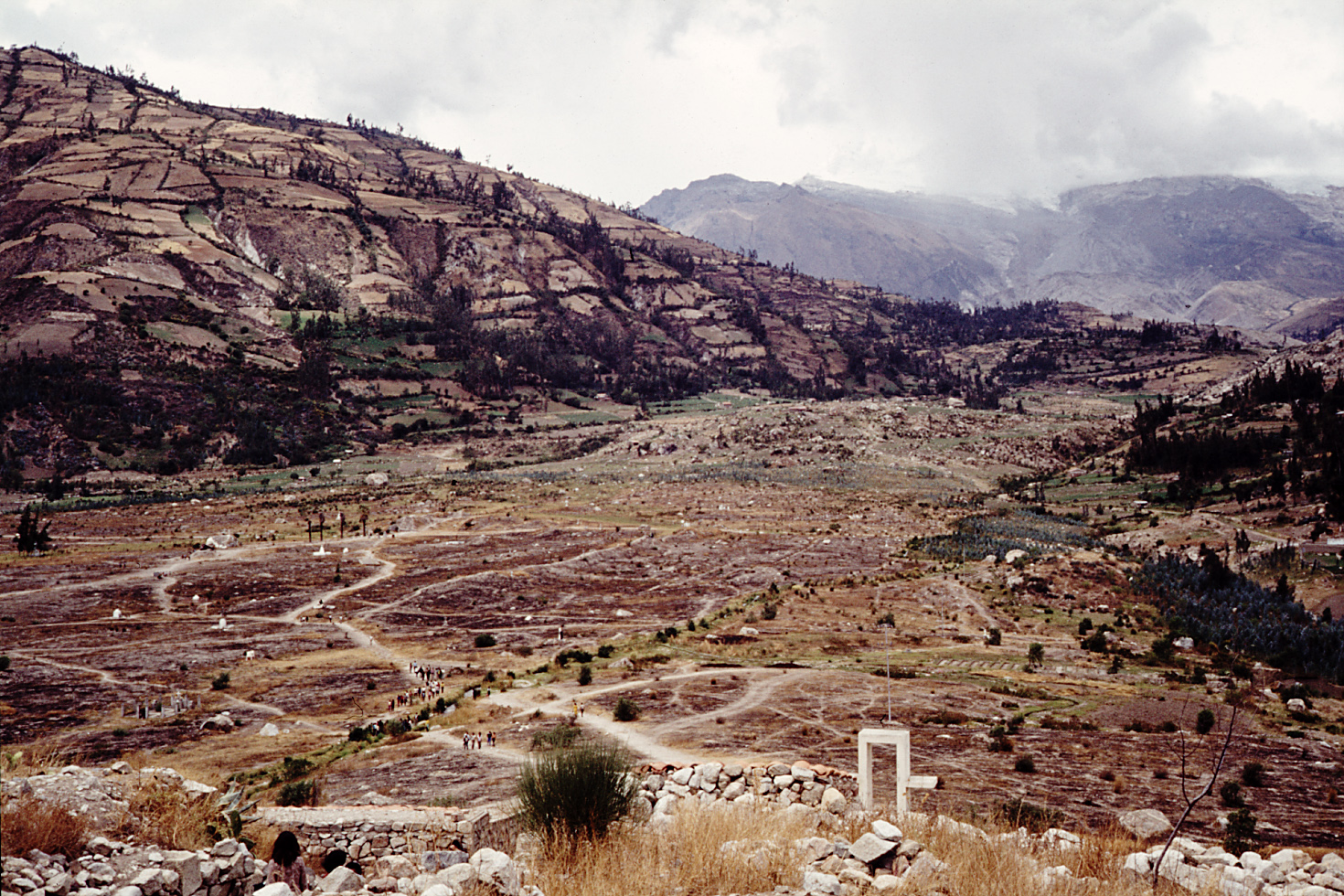
Jordbävningen i Ancash

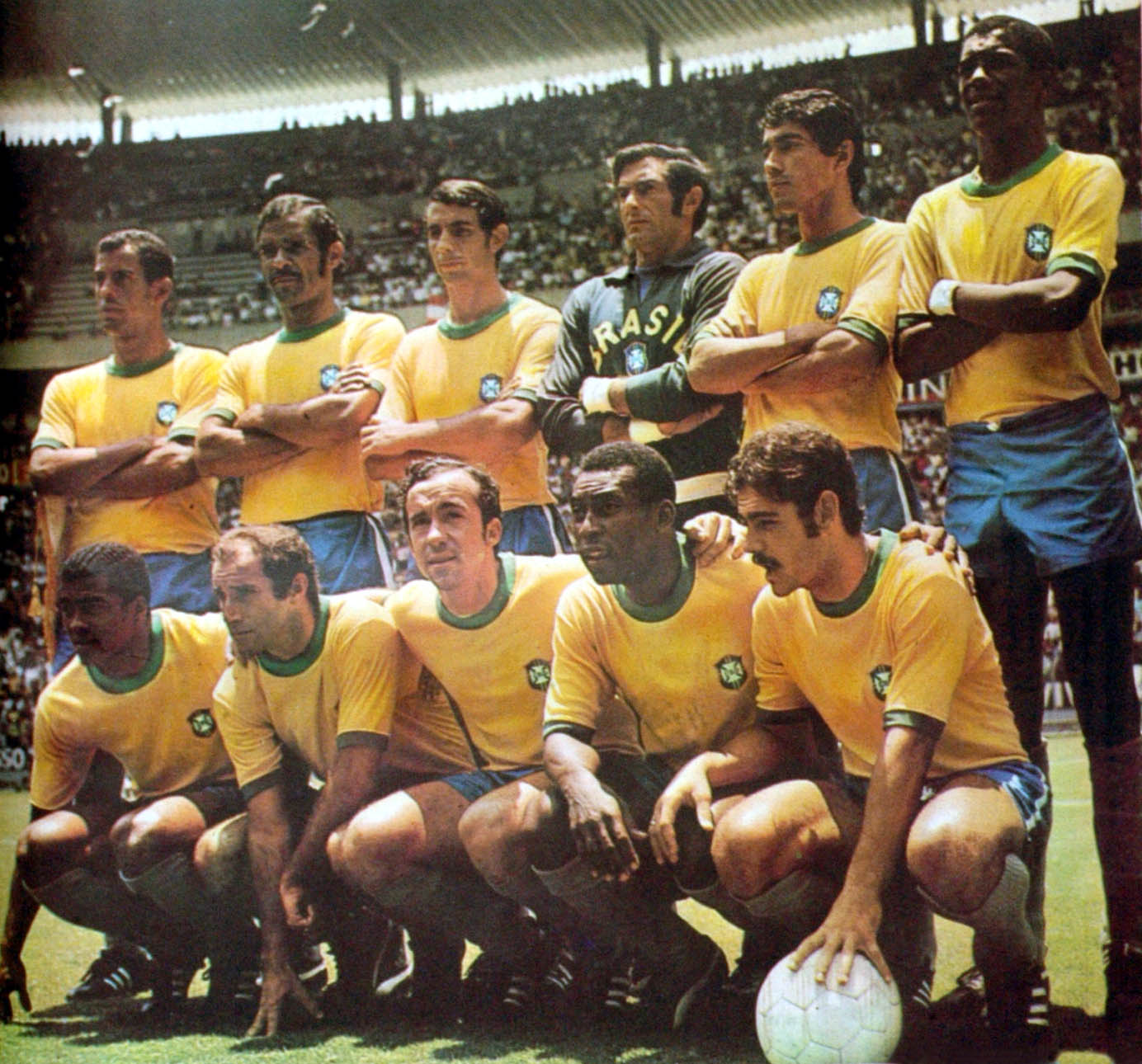
Världsmästerskapet i fotboll spelades i Mexiko där Brasilien vann.

- 1 juni – 67 000 personer omkommer och flera städer läggs i ruiner vid en jordbävning i Peru[14].
- 2 juni – Oljefyndigheter utanför Norges Nordsjökust hålls[4].
- 6 juni – Lennart Bodström blir ny ordförande för det svenska fackförbundet TCO.
- 12–14 juni – Den första Gärdetfesten äger rum på Ladugårdsgärde i Stockholm.
- 15 juni – Amerikanske boxaren Muhammad Ali, dömd för värnpliktsvägran, släpps fri från fängelset[4].
- 18 juni
  - Torypartiet vinner oväntat det brittiska parlamentsvalet.
  - 2 personer omkommer då ett expresståg spårar ur i Kåhög, Sverige[9].
- 21 juni – Brasilien besegrar Italien med 4-1 vid VM-finalen i fotboll i Mexico City[4].
- 26 juni – Det tjeckoslovakiska kommunistpartiets förre ledare Alexander Dubček utesluts ur partiet.
- 28 juni – De sista amerikanska styrkorna i Kambodja dras tillbaka.

### Juli
- 1 juli – En ny högskola inrättas i Linköping[6].
- 4 juli – 112 personer omkommer då ett brittiskt charterflygplan kolliderar med en bergstopp norr om Barcelona, Spanien[9].
- 5 juli – En DC-8 från Air Canada tappar en motor och störtar utanför Toronto, varvid 106 människor omkommer[9].
- 6 juli – Stockholms tingsrätt fastställer skadeståndskrav från 100 barn som drabbats av handikapp på grund av att deras mödrar använde Neurosedyn under graviditeten[3].
- 14 juli – Georg Ericson utses att efterträda Orvar Bergmark som förbundskapten för svenska fotbollslandslaget[4].
- 16 juli – Thor Heyerdahl rapporterar att Atlanten på sina håll varit så full av olja att man inte kunnat bada där[13].
- 21 juli – Assuandammen i Egypten står färdig.
- 23 juli –  Statskuppen i Oman 1970.
- 24 juli – Margit Sahlin utses till Sveriges första kvinnliga kyrkoherde i Engelbrekts församling i Stockholm[2].

### Augusti
- Augusti – I Sverige tas grundskolornas läroplan Lgr 69 i bruk då läsåret 1970/1971 börjar.
- 9 augusti – Under Kanonloppet på Gelleråsbanan i Karlskoga dödas sex åskådare då två racerbilar fastnar i varandra och far ut bland publiken[4].
- 12 augusti – Genom Moskvafördraget erkänner Västtyskland Oder-Neisse-linjen som Polens västgräns.
- 22 augusti – I Huskvarna i Sverige invigs Sandagymnasiet.
- 28 augusti – En värnpliktig i Eksjö döms till dagsböter för att han vägrat att klippa sitt långa hår[2], vilket klassas som lydnadsbrott[3].

### September
- 5 september – IKEA:s varuhus i Kungens kurva i Stockholm förstörs vid en storbrand.
- 6 september – Palestinska PFLP kapar fyra passagerarplan från flygbolagen El Al, Pan American, Swissair och TWA på olika platser i Europa.
- 11 september – Ford Pinto lanseras.
- 12 september – Gunnar Larsson, Sverige blir trefaldig Europamästare i simning i Barcelona, med guld på 200 och 400 meter fritt samt på 400 meter medley[3].
- 17 september – Inbördeskrig utbryter i Jordanien mellan kung Husseins trupper och den palestinska gerillan, som använder Jordanien som bas för attackerna mot Israel. Efter medling av Egyptens president Gamal Abdel Nasser ingås vapenvila[18].

- 20 september

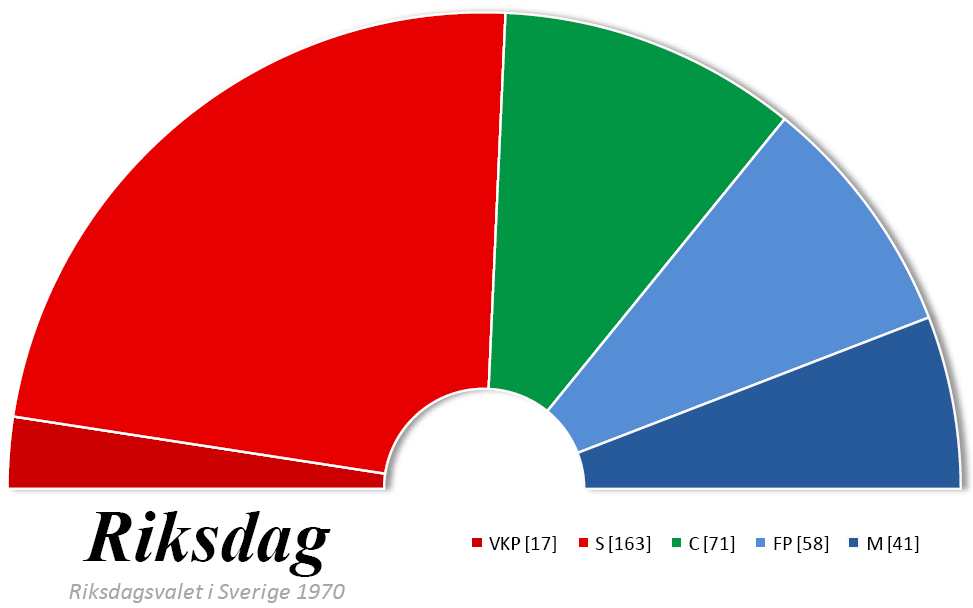
Riksdagsval i Sverige.

  - Den svenska tvåkammarriksdagen upplöses efter 104 år och ersätts av enkammarriksdagen.
  - I det första svenska enkammarriksdagsvalet förlorar SAP sin absoluta majoritet men behåller makten genom stöd från VPK[2].
- 24 september – Den sovjetiska satelliten Luna 16 återvänder till jorden från månen.

### Oktober

Fiji självständigt.

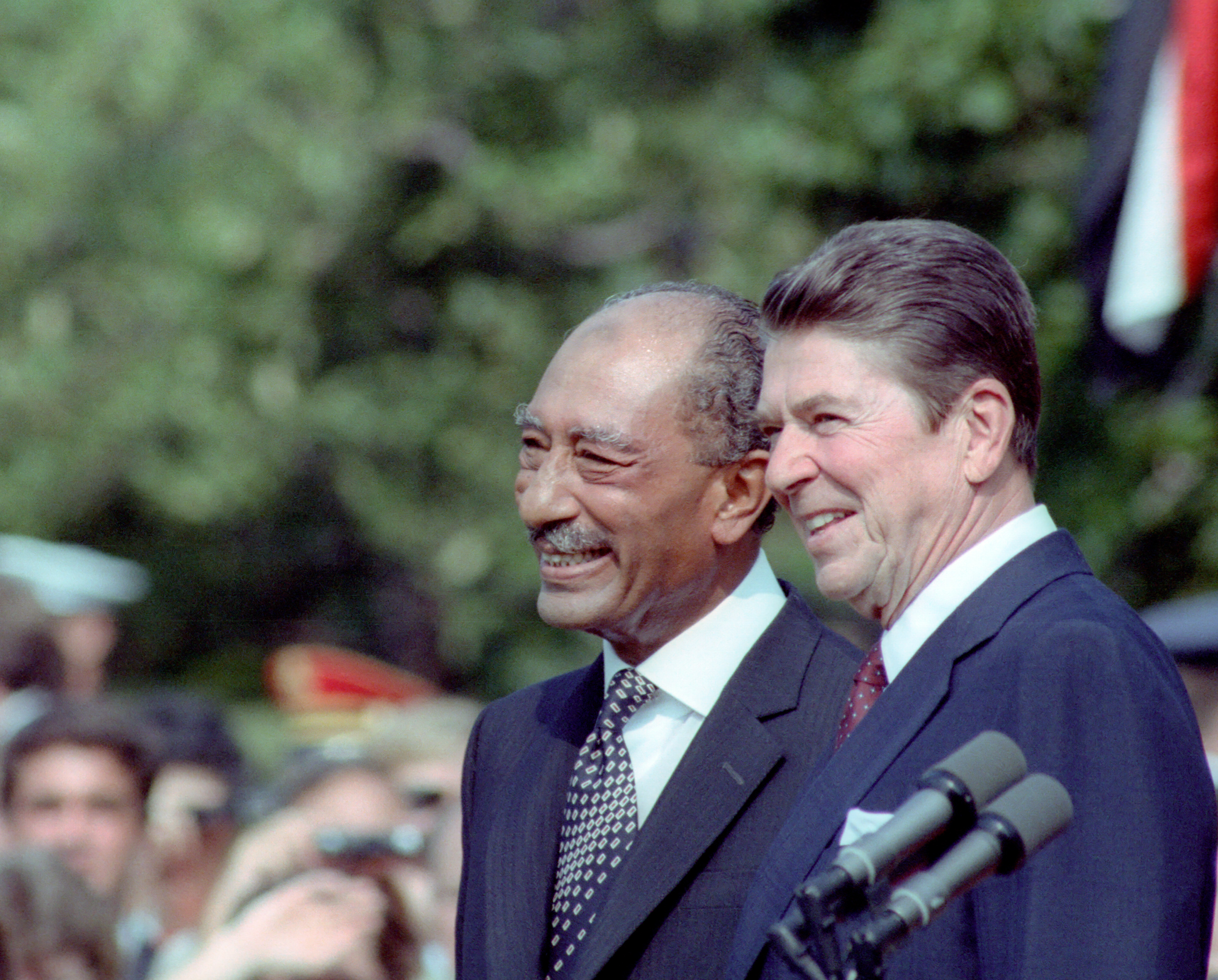
Anwar Sadat blir Egyptens 3:e president.

- 1 oktober – I Sverige tillträder TCO:s ordförande Otto Nordenskiöld som ny chef för SR efter Olof Rydbeck.
- 2 oktober
  - Sveriges regering avslår för andra gången en nådeansökan från spionen Stig Wennerström.
  - Ett sovjetiskt-skandinaviskt luftfartsavtal undertecknas i Moskva, vilket gör att SAS kan flyga till Tokyo över Moskva och Sibirien.[19]
- 4 oktober – Bertil Gärtner, Olle Nivenius och Olof Sundby vigs till biskopar i Uppsala.[19]
- 7 oktober – I Bolivia griper den vänsternationalistiske generalen Juan José Torres makten.[19]
- 8 oktober
  - Den svenska regeringen inför allmänt prisstopp för första gången sedan andra världskriget[2].
  - Vid översvämningar kring Genua i Italien dödas 15 personer.[19]
- 9 oktober
  - Olle Möller friges när Sveriges regering beslutat förkorta hans straff för Rut Lind-mordet 1959. Olle Möller hävdar att han är oskyldigt dömd[3].
  - Kambodja utropas till republik.[19]
  - Kjell-Olof Feldt utses till ny handelsminister.[19]
  - Oscaria skofabriker varslar om nedläggning.[19]
- 10 oktober – Öriket Fiji i Stilla havet blir självständigt från Storbritannien.[20]
- 13 oktober – FN:s generalförsamling antar med röstsiffrorna 99–2 en resolution att all vapenförsäljning till Sydafrika skall upphöra.[19]
- 16 oktober – Anwar Sadat blir president i Egypten[11].
- 17 oktober – Kanadas arbetsmarknadsminister Pierre Laporte mördas av motståndsrörelsen Front de Libération du Québec.
- 21 oktober – Bron över Lilla Bält mellan Fyn och Jylland invigs.
- 24 oktober
  - Socialisten Salvador Allende tillträder som Chiles president efter att ha vunnit valet med knapp majoritet[4].
  - Två Liberiatankers kolliderar, och den ena läcker ut stora mängder olja[13].
- 25 oktober
  - Vraket av Amerikas konfedererade staters ubåt H. L. Hunley hittas utanför Charleston, South Carolina, av pionjär undervattensarkeologen, Dr. E. Lee Spence,[21] som var första ubåt att i krig sänka ett skepp.
  - Göteborgsavdelningen av KFML bryter sig ur partiet och bildar KFML(r)[2].
  - IFK Göteborg åker ur Allsvenskan i fotboll efter förlust borta mot Örebro SK med 0-1. Göteborgssupportrar försökte välta undan målburen och krävde omspel.  Matchen bröts vid 8 minuter kvar och IFK Göteborg degraderades.
- 28 oktober – Den första serietillverkade jetmotorn till Viggen avtäcks i Trollhättan.[19]

### November
- 1 november

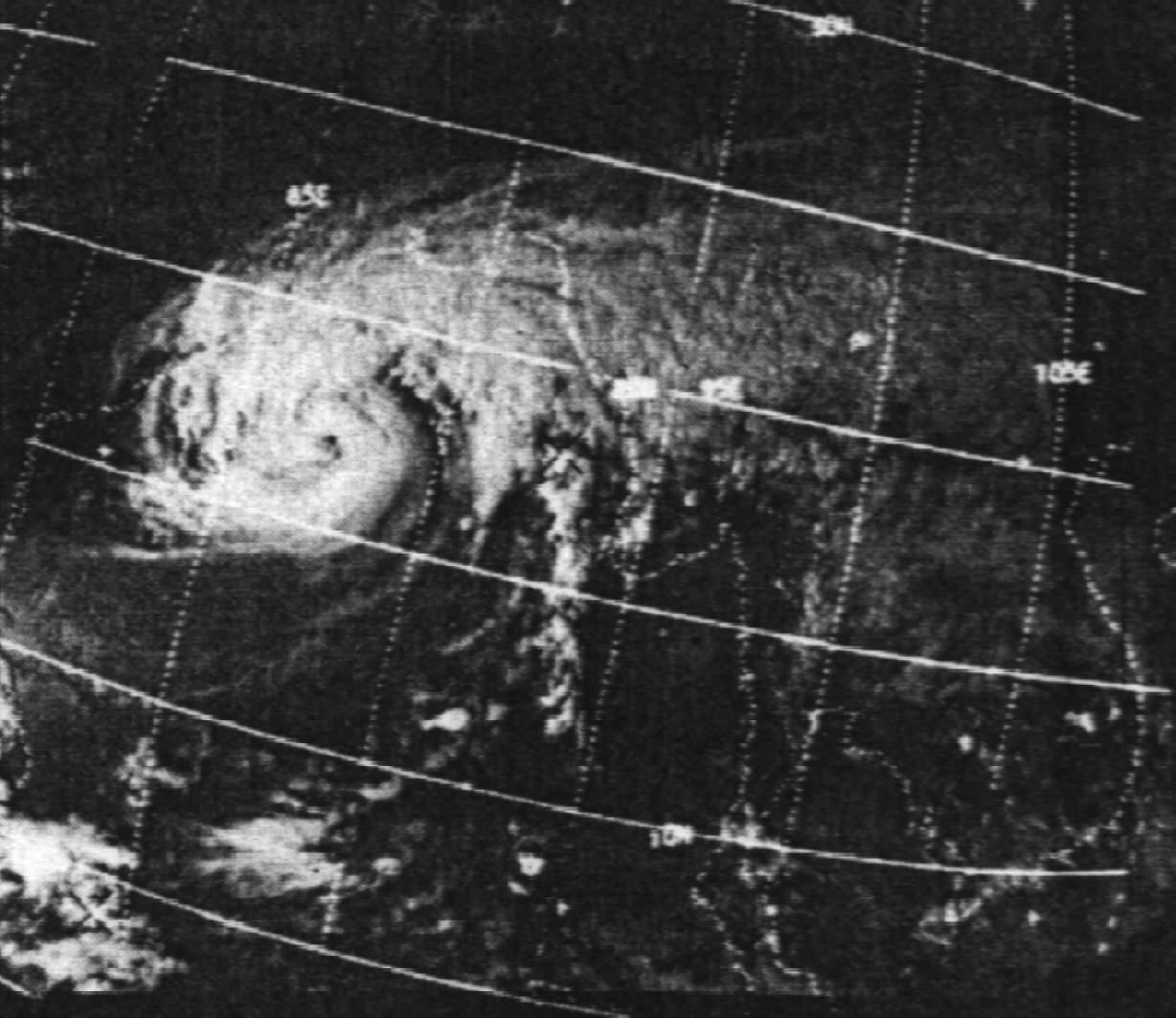
Cyklonen Bhola

  - 142 personer dör vid en brand i ett diskotek i Saint-Laurent-du-Pont i Frankrike.
  - Tredje omgången av SALT-förhandlingarna inleds[11].
- 10 november – Den obemannade farkosten Luna 17 sänds upp av Sovjetunionen.[22]
- 12 november – Hundratusentals personer tros ha omkommit när en cyklon drar in över Bangladesh.
- 13 november – Hafez al-Assad tar makten i Syrien[11].
- 14 november
  - 100 000 personer omkommer och 500 000 personer blir hemlösa vid cyklon med efterföljande flodvåg i Östpakistan[14].
  - Gösta Bohman väljs till ordförande för Moderata samlingspartiet sedan Yngve Holmberg har avsatts vid en extra partistämma[4].
  - Polen och Västtyskland sluter ett avtal, genom vilket Västtyskland bland annat erkänner Oder–Neisse-linjen som Polengräns.[22]
- 17 november – Luna 17 landar på månen och landsätter den första månbilen – Lunochod 1.[22]
- 20 november – Sveriges första kommersiella kärnkraftverk, Oskarshamnsverket, premiärvisas.[22]
- 25 november
  - Regeringen beviljar bygget av OK:s raffinaderi vid Brofjorden.[22]
  - USA:s inrikesminister Walter J. Hickel avsätts av president Nixon.[22]
- 26 november – Den japanske författaren Yukio Mishima protesterar mot regeringens försvarspolitik och begår harakiri.[22]
- 27 november – Påven Paulus VI utsätts för ett mordförsök vid sitt besök i Manila, men undkommer oskadd.[22]
- 30 november – Lars Lönndahls dotter och hennes mor omkommer i en bilolycka i USA.
- November – Ett traktatförslag om den nordiska ekonomiska samarbetsorganisationen Nordek godkänns av Nordiska rådet. Planerna genomförs dock aldrig, sedan Finland dragit sig ur. De nordiska länderna splittras.

### December

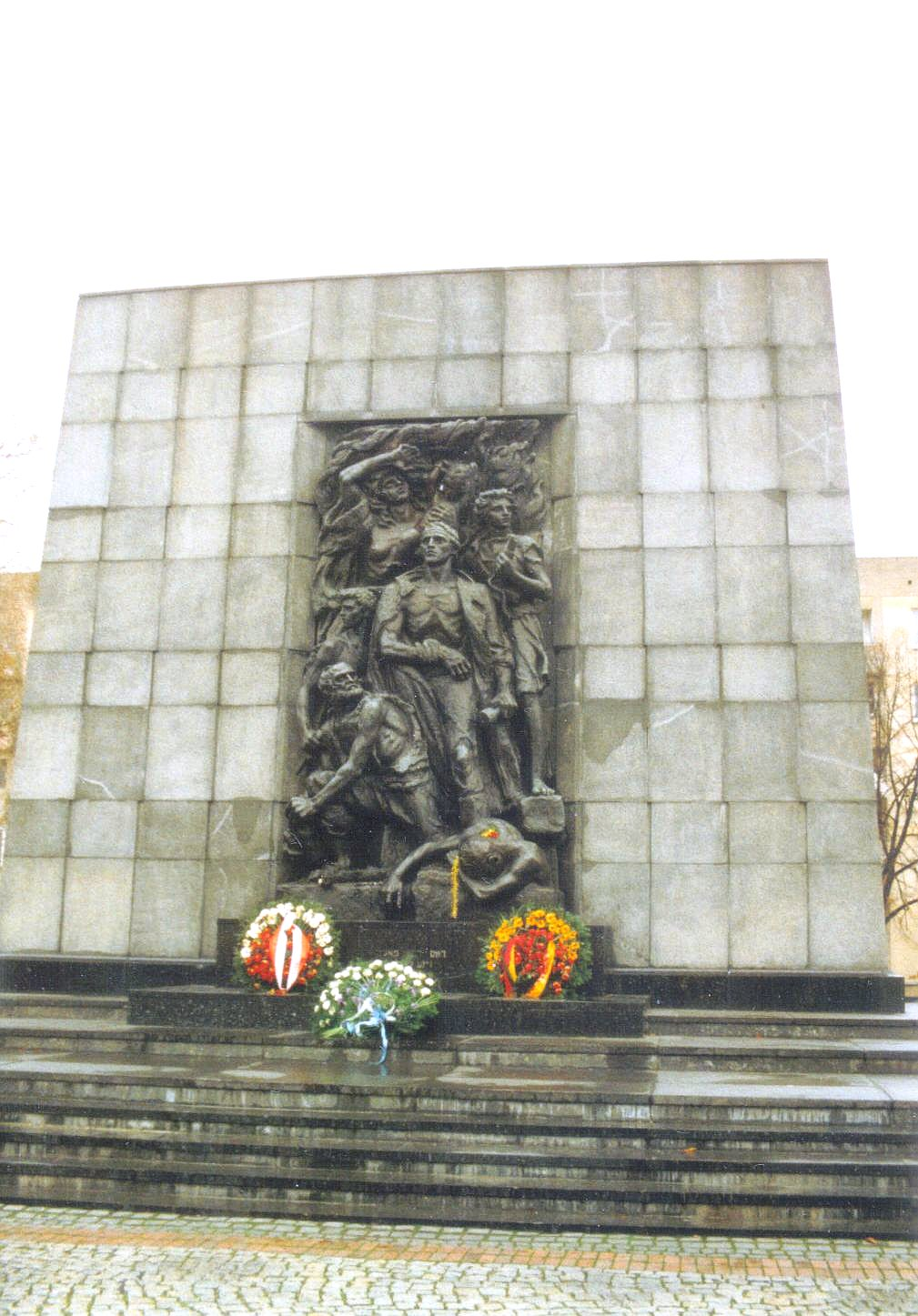
Polen och Västtyskland skriver på Warszawafördraget.

- 1 december – I Mexiko efterträder Luis Echeverría Alvarez Gustavo Díaz Ordaz som president.[23]
- 7 december – Polen och Västtyskland skriver på ett avtal där Västtyskland bland annat erkänner floderna Oder och Neisse som Polens västra gräns.[11]
- 8 december – Ett jordskalv i norra Peru kräver ett 60-tal dödsoffer.[23]
- 10 december – Årets nobelpristagare i litteratur, Aleksandr Solzjenitsyn, har vägrats utresevisum från Sovjetunionen och kan därför inte ta emot priset.[3]

Hannes Alfven, Sverige, får Nobelpriset i fysik för forskning inom plasmafysiken medan fysiologen Ulf von Euler, Sverige, får Nobelpriset i medicin.
- 11 december – Den svenska polisen beslagtar en sexuellt frispråkig målning av Peter Dahl där en kvinna anses likna prinsessan Sibylla.[2]
- 12 december – Kärnkraftsreaktorn Oskarshamn 1, Sveriges första kommersiella kärnkraftverk, startas för provkörning.
- 15 december
  - Våldsamma upplopp utbryter i Polen på grund av livsmedelsbrist.
  - Place de l'Étoile i Paris döps om till Place Charles de Gaulle.[23]
- 16 december – Sveriges riksdag avslutar sitt arbete på Helgeandsholmen med fest och dans.[24]
- 17 december – Sverige utfärdar lagen om husligt arbete för husligt anställda, som från den 1 juli 1971 ersätter hembiträdeslagen från 1944.[25]
- 18 december – Genom en lagändring blir skilsmässa tillåtet i Italien.
- 20 december – Till följd av oroligheterna i Polen ersätts förste sekreterare i Polska förenade arbetarpartiet Władysław Gomułka av Edward Gierek och presidenten Marian Spychalski av Józef Cyrankiewicz.[23]

### Okänt datum
- Heroinmissbruk börjar runt denna tid bli ett stort problem i Sverige.[26]
- Svenska Handelsbankens ordförande avgår till följd av brott mot den svenska valutalagen.
- Sverige inleder förhandlingar med EEC, vilket dock avbryts när EEC godkänner intimare samarbete vad gäller utrikes- och monetärpolitik.
- Sveriges finansminister Gunnar Sträng försöker stoppa läckor till TV om statsverkspropositionen genom påtryckningar på radiochefen.
- Centerpartiet kräver en sänkning av den svenska pensionsåldern från 67 till 65 år.
- VPK bryter med sitt tidigare ungdomsförbund, VUF.
- Ett avtal om ekonomisk- och tekniskvetenskapligt samarbete sluts mellan Sverige och Sovjetunionen.
- I Sverige sluter LO och SAF avtal om rätt till svenskundervisning för anställda invandrare på betald arbetstid.
- De fasta bokpriserna avskaffas i Sverige, vilket slår hårt mot bokhandeln, men ger bokklubbarna möjlighet att sälja böcker till lägre pris.
- Nykterhetsföreningarna IOGT och NTO går samman och bildar IOGT-NTO.
- Ungdomsförbunden Sveriges Godtemplares Ungdomsförbund och Heimdal går samman och bildar Ungdomens Nykterhetsförbund.
- Scoutförbunden IOGT:s scoutförbund och NTO:s scoutförbund går samman och bildar Nykterhetsrörelsens scoutförbund.
- Televerket och LM Ericsson bildar tillsammans Ellemtel Utvecklings AB, som bland annat kommer att utveckla AXE-telefonväxeln.
- Statsanställdas Förbund grundas i Sverige.
- Gunnar Larsson, Sverige tar tre av fyra guld vid Europamästerskapen i simsport i Barcelona.[2]
- Sveriges justitieminister Lennart Geijer föreslår en liberalare tryckfrihetslag, och yttrar orden "Smaklösheten är det pris vi får betala för yttrandefriheten".[27]
- Förbud mot slaveri i Oman.

## Födda

### Första kvartalet

#### Januari
- 1 januari
  - Michelle Gildernew, nordirländsk politiker inom Sinn Féin.
  - Eamonn Walker, brittisk skådespelare.
- 3 januari – Matt Ross, amerikansk skådespelare.
- 4 januari
  - Maria Kuhlberg, svensk skådespelare.
  - Carl Frode Tiller, norsk författare, historiker och musiker.
- 7 januari – Magnus Ringman, svensk journalist.
- 12 januari – Kristin Bengtsson, svensk fotbollsspelare.
- 13 januari – Marco Pantani, italiensk cyklist.
- 21 januari – Bo Eriksson, svensk historiker.
- 22 januari – Carmela Allucci, italiensk vattenpolospelare.
- 24 januari – Matthew Lillard, amerikansk skådespelare.
- 26 januari
  - Bjarni Benediktsson, isländsk politiker.
  - Scott Murphy, amerikansk demokratisk politiker, kongressledamot 2009–2011.
- 29 januari – Heather Graham, amerikansk skådespelare.

#### Februari
- 3 februari
  - Warwick Davis, brittisk skådespelare.
  - Stefan Roos, svensk skådespelare.
- 14 februari – Simon Pegg, brittisk skådespelare.
- 20 februari – Alain Deloin, fransk porrskådespelare.
- 22 februari – Bradley Trevor Greive, australisk författare.
- 26 februari – Linda Lampenius, finlandssvensk violinist.
- 28 februari – Daniel Handler, amerikansk författare.

#### Mars
- 5 mars – John Frusciante, amerikansk musiker, gitarrist i Red Hot Chili Peppers, 1989–1995 samt från 1999.
- 7 mars – Rachel Weisz, brittisk skådespelare.
- 8 mars – Mattias Flink, svensk massmördare.
- 12 mars
  - Anna Björk, svensk skådespelare.
  - Mathias Grönberg, svensk golfspelare.
- 14 mars – Thomas Fogdö, svensk alpin skidåkare.
- 16 mars – Joakim Berg, svensk kompositör, textförfattare och sångare i Kent.
- 17 mars – Mikael Marcimain, svensk manusförfattare och regissör.
- 18 mars – Queen Latifah, amerikansk skådespelare och rappare.
- 20 mars – Edoardo Ballerini, amerikansk skådespelare.
- 21 mars – Chris Chibnall, brittisk manusförfattare.
- 23 mars – Marini Anak Agung Ayu, balinesisk prinsessa.
- 28 mars
  - Vince Vaughn, amerikansk skådespelare.
  - Patrik Petersson, svensk lärare och bordtennisspelare.

### Andra kvartalet

#### April
- 13 april – Rick Schroder, amerikansk skådespelare.
- 14 april – Anna Kinberg Batra, svensk moderat politiker och PR-konsult, riksdagsledamot 2001–2002 och från 2006.
- 17 april – Catherine Sénart, kanadensisk skådespelare.
- 18 april
  - Saad Hariri, libanesisk politiker, son till förre premiärministern Rafiq Hariri.
  - Tess Merkel, svensk artist och sångare.
- 19 april – Lo Kauppi, svensk skådespelare.
- 25 april
  - Jason Lee, amerikansk skådespelare.
  - Jason Wiles, amerikansk skådespelare.
- 27 april – Nicklas Lidström, svensk ishockeyspelare.
- 29 april
  - Andre Agassi, amerikansk tennisspelare.
  - Jens Assur, svensk fotograf.
  - Jari Kainulainen, finländsk musiker, basist i Stratovarius.
  - Uma Thurman, amerikansk skådespelare.

#### Maj
- 4 maj – Karla Homolka, kvinnlig seriemördare.
- 5 maj – Kyan Douglas, amerikansk programledare i TV.
- 8 maj – Mattias Silvell, svensk skådespelare.
- 9 maj – Daniel Bergfalk, svensk röstskådespelare och ljudtekniker.
- 11 maj – Nicky Katt, amerikansk skådespelare.
- 12 maj
  - Jim Furyk, amerikansk golfspelare.
  - Samantha Mathis, amerikansk skådespelare.
- 15 maj – Frank de Boer, nederländsk fotbollsspelare.
- 17 maj – Angelica Agurbash, vitrysk-rysk sångare, skådespelare och fotomodell.
- 18 maj
  - Cassie Campbell, kanadensisk ishockeyspelare.
  - Tina Fey, amerikansk skådespelare, komiker och manusförfattare
- 22 maj – Naomi Campbell, brittisk skådespelare och fotomodell.
- 23 maj – Yigal Amir, israelisk mördare.
- 24 maj – Bo Hamburger, dansk tävlingscyklist.
- 25 maj – Maibritt Saerens, dansk skådespelare.
- 27 maj – Joseph Fiennes, brittisk skådespelare.
- 28 maj – Glenn Quinn, irländsk skådespelare.

#### Juni
- 1 juni – Alexi Lalas, amerikansk fotbollsspelare.
- 3 juni – Sonja Smederevac, svensk journalist och dokumentärfilmare.
- 4 juni – Izabella Scorupco, svensk skådespelare, fotomodell och sångare.
- 7 juni
  - Helen Baxendale, brittisk skådespelare.
  - Cafu, brasiliansk fotbollsspelare.
- 8 juni
  - Gabrielle Giffords, amerikansk demokratisk politiker.
  - Kelli Williams, amerikansk skådespelare.
  - Seu Jorge, brasiliansk skådespelare.
- 13 juni
  - Rivers Cuomo, amerikansk musiker, sångare i Weezer.
  - Mikael Ljungberg, svensk brottare.
- 15 juni – Lina Pleijel, svensk skådespelare.
- 16 juni – Phil Mickelson, amerikansk golfspelare.
- 19 juni – Rahul Gandhi, indisk politiker.
- 20 juni
  - Anneli Magnusson, alias "Pandora", svensk sångare.
  - Andrea Nahles, tysk socialdemokratisk politiker.
  - Michelle Reis, kinesisk skådespelare.
- 22 juni – Mike Ferguson, amerikansk republikansk politiker.
- 26 juni
  - Paul Thomas Anderson, amerikansk filmregissör.
  - Chris O'Donnell, amerikansk skådespelare.

### Tredje kvartalet

#### Juli
- 3 juli – Teemu Selänne, finländsk ishockeyspelare.
- 6 juli
  - Antonio Harvey, amerikansk basketspelare.
  - Symba Smith, amerikansk fotomodell och skådespelare.
- 8 juli – Beck Hansen, amerikansk rock/indie-musiker.
- 10 juli – Helen Sjöholm, svensk sångare.
- 12 juli – Aure Atika, fransk-marockansk skådespelare.
- 16 juli – Apichatpong Weerasethakul, thailändsk filmregissör, manusförfattare och filmproducent.
- 17 juli – Alexandra Pascalidou, svensk journalist, programledare i TV och författare.
- 19 juli – Nicola Sturgeon, skotsk politiker.
- 21 juli – Tone Bekkestad, norsk meteorolog och väderpresentatör i svenska TV4.
- 30 juli – Christopher Nolan, brittisk filmregissör, manusförfattare och producent.
- 31 juli – Ben Chaplin, amerikansk skådespelare.

#### Augusti
- 1 augusti – David James, engelsk fotbollsmålvakt.
- 4 augusti – Hakeem Jeffries, amerikansk demokratisk politiker.
- 6 augusti – M. Night Shyamalan, indisk filmregissör och manusförfattare.
- 7 augusti – Michael DeLuise, amerikansk skådespelare.
- 8 augusti – Björn Rosenström, svensk låtskrivare och trubadur.
- 13 augusti
  - Alan Shearer, brittisk fotbollsspelare.
  - Lisa Nilsson, svensk sångerska.
- 14 augusti
  - Cecilia Frode, svensk skådespelare.
  - Yvonne Ruwaida, svensk miljöpartistisk politiker, ordförande för Grön Ungdom 1994–1996, riksdagsledamot 1994–2006.
- 15 augusti – Joakim Arenius, svensk gospelartist och låtskrivare.
- 16 augusti – Manisha Koirala, nepalesisk filmskådespelare.
- 17 augusti
  - Sofia Källgren, svensk sångare.
  - Tony Rickardsson, svensk speedwayförare.
- 20 augusti – Fredrik Hiller, svensk skådespelare.
- 23 augusti – River Phoenix, amerikansk skådespelare.
- 24 augusti – Gernot Reinstadler, österrikisk alpin skidåkare.
- 25 augusti – Claudia Schiffer, tysk fotomodell.
- 31 augusti
  - Debbie Gibson, amerikansk skådespelare och sångare.
  - Rania av Jordanien.

#### September
- 3 september – Einat Kalisch-Rotem, israelisk arkitekt, planerare och politiker.
- 8 september – Neko Case, amerikansk sångare och låtskrivare.
- 10 september
  - Anna Book, svensk sångare.
  - Malena Laszlo, svensk skådespelare och musikalartist.
- 12 september – Nathan Larson, svensk-amerikansk kompositör och multiinstrumentalist.
- 16 september – Anders Grönroos, finlandssvensk artist och musikproducent.
- 18 september – Aisha Tyler, amerikansk skådespelare och ståuppkomiker.
- 26 september – Cecilia Vennersten, svensk sångare.
- 28 september – Kimiko Date, japansk tennisspelare.
- 29 september – Natasha Gregson Wagner, amerikansk skådespelare.

### Fjärde kvartalet

#### Oktober
- 2 oktober
  - Kelly Ripa, amerikansk skådespelare.
  - Martin Sköld, svensk musiker, basist i Kent.
- 5 oktober – Josie Bissett, amerikansk skådespelare.
- 8 oktober – Matt Damon, amerikansk skådespelare.
- 9 oktober
  - Annika Sörenstam, svensk golfspelare.
  - Savannah, amerikansk porraktör.
- 10 oktober – Ling Bai, kinesisk skådespelare.
- 14 oktober
  - Pär Zetterberg, svensk fotbollsspelare.
  - Damon Whitaker, amerikansk skådespelare.
- 15 oktober – Pernilla Wiberg, svensk alpin skidåkare [2].
- 18 oktober – Jose Padilla, terrorist, även känd som Abdullah al-Muhajir.
- 19 oktober – Chris Kattan, amerikansk skådespelare.
- 27 oktober – Andreas Westman, svensk bandyspelare.
- 28 oktober – Christian Skolmen, norsk skådespelare.
- 31 oktober – Malin Berggren, svensk sångare.

#### November
- 4 november – Malena Ernman, svensk operasångare (mezzosopran).
- 6 november
  - Ethan Hawke, amerikansk skådespelare, regissör och författare.
  - Jonna Liljendahl, svensk skådespelare.
  - Marcus Samuelsson, svensk-amerikansk krögare.
- 8 november
  - Mikael Eriksson, svensk musiker, medlem i Larz-Kristerz.
  - Petra Brylander, svensk skådespelare.
- 9 november – Susan Tedeschi, amerikansk bluessångare.
- 10 november – Martin Forsström, svensk skådespelare, regissör och manusförfattare.
- 11 november – Fredde Granberg, svensk skådespelare, manusförfattare och regissör.
- 12 november
  - Tonya Harding, amerikansk konståkare och boxare.
  - Craig Parker, nyzeeländsk skådespelare.
- 16 november
  - Beth Van Duyne, amerikansk republikansk politiker, kongressledamot 2021–.
  - Dennis Kelly, brittisk producent, manusförfattare och dramatiker.
- 21 november
  - Tom Rooney, amerikansk republikansk politiker, kongressledamot 2009–2019.
  - Renato Vrbičić, kroatisk vattenpolospelare. (död 2018)
- 23 november – Oded Fehr, israelisk skådespelare.

#### December
- 1 december – Sarah Silverman, amerikansk skådespelare
- 4 december – Peder Lamm, svensk antikexpert och TV-personlighet.
- 10 december – Bryant Stith, amerikansk basketspelare.
- 12 december
  - Mädchen Amick, amerikansk skådespelare.
  - Jennifer Connelly, amerikansk skådespelare och fotomodell.
  - Regina Hall, amerikansk filmskådespelare.
- 15 december – Michael Shanks, kanadensisk skådespelare, känd från TV-serien Stargate SG-1.
- 16 december – Daniel Cosgrove, amerikansk skådespelare.
- 17 december – Sean Patrick Thomas, amerikansk skådespelare.
- 19 december
  - Robert Lang, tjeckisk ishockeyspelare.
  - Adrian M. Smith, amerikansk republikansk politiker.
- 20 december – Nicole de Boer, kanadensisk skådespelare.
- 21 december
  - Stefan Löfgren, svensk handbollsspelare.
  - Dana Stubblefield, amerikansk fotbollsspelare i The Oakland Raiders.
- 23 december – Karine Polwart, skotsk folksångare.

### Okänt datum
- Anders Dalsbro, redaktör för tidskriften Expo.

## Avlidna

### Första kvartalet

#### Januari
- 3 januari – Carl Ericson, 84, svensk skådespelare.
- 5 januari – Max Born, 87, tysk fysiker, nobelpristagare.
- 10 januari – Pavel Beljajev, 44, sovjetisk kosmonaut.
- 15 januari – Eric von Gegerfelt, 73, svensk skådespelare.
- 18 januari – Eino Räsänen, 67, finländsk skulptör.
- 20 januari – George M. Humphrey, 79, amerikansk republikansk politiker, USA:s finansminister 1953–1957.
- 27 januari – Erich Heckel, 86, tysk målare och grafiker, expressionist.
- 29 januari – Basil Liddell Hart, 74, brittisk officer och militärhistoriker.

#### Februari
- 2 februari – Bertrand Russell, 97, brittisk filosof, matematiker och nobelpristagare.[28]
- 6 februari – Charles L. Terry, 69, amerikansk demokratisk politiker och jurist, guvernör i Delaware 1965–1969.
- 12 februari – Susanna Hanan, 99, nyzeeländsk guvernant, sångerska och samhällsarbetare.
- 15 februari – Lord Hugh Dowding, 87, brittisk officer, vice flygmarskalk, ledare av RAF:s Fighter Command – jaktplansstyrkor under Slaget om Storbritannien 1940.
- 16 februari – Peyton Rous, 90, amerikansk läkare, nobelpristagare.
- 17 februari – Shmuel Josef Agnon, 81, israelisk författare, nobelpristagare.
- 25 februari
  - Märta Arbin, 68, svensk skådespelare.
  - Mark Rothko, 66, amerikansk konstnär.
- 26 februari – Ahti Lavonen, 41, finländsk konstnär.

#### Mars
- 1 mars – Sven Nilsson, 71, svensk skådespelare och operasångare (bas).
- 11 mars
  - Homer Bone, 87, amerikansk politiker och jurist, senator 1933–1944.
  - Erle Stanley Gardner, 80, amerikansk författare.
  - Gustaf Malmgren, 81, svensk skådespelare.
- 15 mars – Tarjei Vesaas, 72, norsk författare.
- 16 mars
  - Tammi Terrell, 24, amerikansk soulsångare.
  - K.G. Ossiannilsson, 94, svensk författare.
- 25 mars – Anita Halldén, 82, svensk sångtextförfattare och översättare.
- 30 mars – Heinrich Brüning, 84, tysk politiker, rikskansler under Weimarrepubliken.

### Andra kvartalet

#### April
- 16 april – Richard Neutra, 78, amerikansk arkitekt.
- 17 april – Rudolf Petersson, 73, svensk manusförfattare och serien 91:an Karlssons skapare.
- 28 april – Gunnar Levenius, 76, svensk militär.
- 30 april – Tora Teje, 77, svensk skådespelare.

#### Maj
- 11 maj – Johnny Hodges, 63, amerikansk jazzmusiker, altsaxofon.
- 12 maj
  - Władysław Anders, 77, polsk general och politiker.
  - Nelly Sachs, 78, tysk-svensk författare, nobelpristagare.[29]
- 14 maj – Billie Burke, 85, amerikansk skådespelare.
- 16 maj – Uno Henning, 74, svensk skådespelare.
- 17 maj – Sven "X-et" Erixson, 70, svensk konstnär[2].
- 20 maj – Ulla Höglund, 29, svenskt mordoffer.
- 27 maj – Rose McConnell Long, 78, amerikansk demokratisk politiker, senator 1936–1937.
- 30 maj – Edwin C. Johnson, 86, amerikansk demokratisk politiker, senator 1937–1955.

#### Juni
- 1 juni – Eemil Luukka, 77, finländsk politiker, inrikesminister 1960–1962.
- 2 juni
  - Stellan Claësson, 84, svensk filmproducent.
  - Albert Lamorisse, 48, fransk filmskapare, uppfinnare av brädspelet Risk.
  - Bruce McLaren, 32, nyzeeländsk racerförare.
- 3 juni – Hjalmar Schacht, 93, tysk politiker, riksbankschef.
- 11 juni – Aleksandr Kerenskij, 89, rysk regeringschef 1917.[30]
- 15 juni – Robert Morrison MacIver, 88, skotsk sociolog.
- 21 juni
  - Sukarno, 69, indonesisk politiker, Indonesiens president 1945–1967.[31]
  - Piers Courage, 28, brittisk racerförare.

### Tredje kvartalet

#### Juli
- 4 juli – Barnett Newman, 65, amerikansk konstnär.
- 6 juli – Signe Hammarsten-Jansson, 88, svensk-finländsk konstnär.
- 9 juli – Elov Persson, 75, svensk författare och serietecknare, skapare av Kronblom.
- 10 juli
  - Félix Gaillard, 50, fransk politiker, Frankrikes premiärminister 1957–1958
  - Bjarni Benediktsson, 62, isländsk politiker, Islands statsminister från 1963 till sin död.
- 13 juli
  - Roger Edens, 64, amerikansk kompositör, filmproducent, manusförfattare och skådespelare.
  - Leslie Groves, 73, amerikansk militäringenjör.
- 26 juli – Wilhelm Schepmann, 76, chef för SA 1943–1945.
- 27 juli – Antonio Salazar, 81, portugisisk diktator i 36 år[4].

#### Augusti

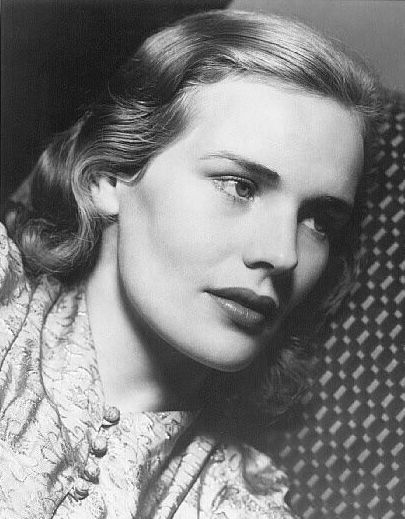
Den amerikanska skådespelaren Frances Farmer avled den 1 augusti, 56 år gammal.

- Den amerikanska skådespelaren Frances Farmer avled den 1 augusti, 56 år gammal.1 augusti – Frances Farmer, 56, amerikansk skådespelare.
- 3 augusti – Bokken Lasson, 99, norsk kabaréartist, vokalist och antroposof.
- 15 augusti – Gustav Möller, 86, svensk politiker[2].

#### September
- 1 september – François Mauriac, 84, fransk författare, nobelpristagare.[32]
- 5 september – Jochen Rindt, 28, österrikisk racerförare.
- 8 september – Percy Spencer, 76, amerikansk uppfinnare av mikrovågsugnen.
- 11 september – Ernst May, 84, tysk arkitekt.
- 18 september – Jimi Hendrix, 27, amerikansk rockmusiker[18].
- 20 september – Axel Högel, 86, svensk skådespelare.
- 22 september
  - John J. Hickey, 59, amerikansk demokratisk politiker och jurist.
  - Alice Hamilton, 101, amerikansk läkare.
- 25 september – Erich Maria Remarque, 72, tysk-amerikansk författare.
- 28 september – Gamal Abdel Nasser, 52, egyptisk politiker, landets ledare 1952–1970[11].

### Fjärde kvartalet

#### Oktober
- 2 oktober – Bo Linde, 37, svensk tonsättare och musikkritiker.
- 4 oktober
  - Berndt Grönblom, 84, finländsk industriman.
  - Janis Joplin, 27, amerikansk sångare (hittad död i narkotikaöverdos på hotellrum i Washington)[18].
- 8 oktober – Jean Giono, 75, fransk författare.
- 10 oktober
  - Adam Rapacki, 60, polsk politiker, diplomat och ekonom.
  - Édouard Daladier, 86, fransk politiker.
- 12 oktober
  - Joel Larsson, 74, svensk ingenjör och företagsledare.
  - Rune Carlsten, 80, svensk regissör, manusförfattare och skådespelare.
- 18 oktober – Krim Belkacem, 48, algerisk politiker.
- 19 oktober
  - Lázaro Cárdenas, 75, mexikansk politiker, Mexicos president 1934–1940 .
  - Unica Zürn, 54, tysk surrealistisk författare, poet och konstnär.
- 20 oktober – Patrick Wymark, 44, brittisk skådespelare.

#### November
- 3 november
  - Peter II av Jugoslavien, 47, exkung.
  - Fleming Lynge, 74, dansk författare och manusförfattare.
  - Josef Klimscha, 50, ungersk–svensk jockey.[33]
- 5 november
  - Andreas Labba, 63, svensk samisk författare.
  - Kaj Bonnier, 69, svensk bokförläggare.
- 8 november – Napoleon Hill, 87, amerikansk författare.
- 9 november – Charles de Gaulle, 79, fransk general, ledare för de fria franska styrkorna 1940–1944, ordförande i Frankrikes provisoriska regering 1944–1946, Frankrikes president 1959–1969.[11]
- 15 november – Ragnar Hyltén-Cavallius, 84, svensk manusförfattare, regissör och skådespelare.
- 18 november – Victor Vinde, 67, svensk journalist och författare.
- 23 november
  - Alf Prøysen, 56, norsk visdiktare.
  - Yusof Bin Ishak, 60, Singapores president.[33]
- 25 november – Yukio Mishima, 45, japansk författare.
- 26 november – Sigfrid Siwertz, 88, svensk författare och ledamot av Svenska Akademien 1932-1970[2].
- 30 november – Nina Ricci, 87, fransk modedesigner av italiensk härkomst.

#### December
- 6 december – Gusten Widerbäck, 91, svensk konstnär.
- 9 december
  - Hilma Barcklind, 87, svensk operasångare.
  - Artiom Mikojan, 65, sovjetisk flygplanskonstruktör.
- 14 december – Håkan Jahnberg, 67, svensk skådespelare.
- 19 december
  - Anna Riwkin-Brick, 62, ryskfödd svensk fotograf.
  - Stig Blomberg, 69, svensk skulptör.
- 23 december – Aleksander Warma, 80, tillförordnad president i Estlands exilregering.
- 24 december
  - Carina Ari, 73, svensk dansös, koreograf, danspedagog, skulptör samt donator.
  - Nikolaj Sjvernik, 82, sovjetisk politiker, Sovjetunionens statschef 1946–1953.
- 28 december – Harry Älmeby, svensk ämbetsman och företagsledare.
- 30 december – Sonny Liston, amerikansk boxare.

## Nobelpris[34]
- Fysik
  - Hannes Alfvén, Sverige
  - Louis Néel, Frankrike
- Kemi – Luis Leloir, Argentina
- Medicin
  - Sir Bernard Katz, Storbritannien
  - Ulf von Euler, Sverige
  - Julius Axelrod, USA
- Litteratur – Aleksandr Solzjenitsyn, Sovjetunionen
- Fred – Norman Borlaug, USA
- Ekonomi – Paul Samuelson, USA

### Fotnoter
1. ↑  ”proffsboxning - Uppslagsverk - NE.se”. www.ne.se. https://www.ne.se/uppslagsverk/encyklopedi/l%C3%A5ng/proffsboxning. Läst 4 juli 2020. [inloggning kan krävas]
2. 1 2 3 4 5 6 7 8 9 10 11 12 13 14 15 16 17  Hundra år i Sverige – 1970, Hans Dahlberg, Albert Bonniers, 1999
3. 1 2 3 4 5 6 7 8 9 10  Sverige 1900-talet – 1970, NE, Bra Böcker, 2000
4. 1 2 3 4 5 6 7 8 9 10 11 12 13 14 15 16 17 18  20:e århundrades När Var Hur – 1970, Bernt Himmelstedt, Forum, 1999
5. ↑  75 år Sverige, Carl-Adam Nycop, Bra Böcker, 1976, sidan 215 – Krasch efter Arlandastart
6. 1 2  Faktakalendern 2000 – 1970 (Sverige), 1999
7. ↑  ”Internationalen 27 april 2005 – Hundra år på fyrtio bilder”. http://internationalen.se/print.php?news.493.[död länk]
8. ↑  ”LKAB-konflikten - Uppslagsverk - NE.se”. www.ne.se. https://www.ne.se/uppslagsverk/encyklopedi/l%C3%A5ng/lkab-konflikten. Läst 4 juli 2020. [inloggning kan krävas]
9. 1 2 3 4  Faktakalendern 1996, Semic, 1995
10. ↑  ”Major commerical airline disasters”. Dna.net. Arkiverad från originalet den 23 november 2011. https://web.archive.org/web/20111123112817/http://dnausers.d-n-a.net/dnetGOjg/1970.htm. Läst 30 juni 2011.
11. 1 2 3 4 5 6 7 8  Faktakalendern 2000 – 1970 (Utlandet), Semic, 1999
12. ↑  ”La tragédie de la Minerve [ Nom de domaine gratuit par AZOTE.ORG ”] (på franska). s647.infos.st. http://s647.infos.st/. Läst 5 juli 2020.
13. 1 2 3  Faktakalendern 1997, Semic, 1996
14. 1 2 3 4  Faktakalendern 2006, Semic, 2005
15. ↑  Editors, History com. ”Paul McCartney announces the breakup of the Beatles” (på engelska). HISTORY. https://www.history.com/this-day-in-history/paul-mccartney-announces-the-breakup-of-the-beatles. Läst 4 juli 2020.
16. ↑  ”Apolloprojektet - Uppslagsverk - NE.se”. www.ne.se. https://www.ne.se/uppslagsverk/encyklopedi/l%C3%A5ng/apolloprojektet. Läst 5 juli 2020. [inloggning kan krävas]
17. ↑  Grimmett, Richard F. (5 oktober 2004). ”Instances of Use of United States Armed Forces Abroad, 1798 – 2004”. Naval History and Heritage Command. https://www.history.navy.mil/research/library/online-reading-room/title-list-alphabetically/i/use-of-armed-forces-abroad-1798-2004.html.
18. 1 2 3 4 5 6  100 år med Aftonbladet – 1970, 1999
19. 1 2 3 4 5 6 7 8 9  Bernce, Gun; Ekholm Ronny, Lindskoug Nils (1971). Hänt i världen 71. Bernces årsbok i ord och bild från A–Ö. Malmö: Bernces förlag. sid. 239–245
20. ↑  ”Fiji” (på engelska). World Statesmen. http://www.worldstatesmen.org/Fiji.html. Läst 23 september 2012.
21. ↑  ”Cover Story: Time Capsule From The Sea – U.S. News & World Report, July 2–9, 2007”. Arkiverad från originalet den 29 september 2007. https://web.archive.org/web/20070929133235/http://www.usnews.com/usnews/news/articles/070624/2hunley_2.htm.
22. 1 2 3 4 5 6 7 8  Bernce, Gun; Ekholm Ronny, Lindskoug Nils (1971). Hänt i världen 71. Bernces årsbok i ord och bild från A–Ö. Malmö: Bernces förlag. sid. 245–250
23. 1 2 3 4  Bernce, Gun; Ekholm Ronny, Lindskoug Nils (1971). Hänt i världen 71. Bernces årsbok i ord och bild från A–Ö. Malmö: Bernces förlag. sid. 250–254
24. ↑  75 år Sverige, Carl-Adam Nycop, Bra Böcker, 1976, sidan 218 – Kalas på Helgeandsholmen
25. ↑  ”Lag om husligt arbete”. Sveriges riksdag. 14 augusti 1970. http://www.riksdagen.se/sv/Dokument-Lagar/Lagar/Svenskforfattningssamling/Lag-1970943-om-arbetstid-m_sfs-1970-943/.
26. ↑  ”Narkotika”. Arkiverad från originalet den 24 maj 2011. https://web.archive.org/web/20110524131828/http://members.fortunecity.com/simulatorsmusicsite/droger/narkotika.htm.
27. ↑  ”100 år med Aftonbladet”. http://wwwc.aftonbladet.se/special/1900/60/sex.html. – Vi var nyfikna – på sex, 1999
28. ↑  ”Bertrand Russell - Uppslagsverk - NE.se”. www.ne.se. https://www.ne.se/uppslagsverk/encyklopedi/l%C3%A5ng/bertrand-russell. Läst 4 juli 2020. [inloggning kan krävas]
29. ↑  ”Nelly Sachs - Uppslagsverk - NE.se”. www.ne.se. https://www.ne.se/uppslagsverk/encyklopedi/l%C3%A5ng/nelly-sachs. Läst 4 juli 2020. [inloggning kan krävas]
30. ↑  ”Aleksandr Kerenskij - Uppslagsverk - NE.se”. www.ne.se. https://www.ne.se/uppslagsverk/encyklopedi/l%C3%A5ng/aleksandr-kerenskij. Läst 5 juli 2020. [inloggning kan krävas]
31. ↑  ”Sukarno - Uppslagsverk - NE.se”. www.ne.se. https://www.ne.se/uppslagsverk/encyklopedi/l%C3%A5ng/sukarno. Läst 5 juli 2020. [inloggning kan krävas]
32. ↑  ”François Mauriac - Uppslagsverk - NE.se”. www.ne.se. https://www.ne.se/uppslagsverk/encyklopedi/l%C3%A5ng/francois-mauriac. Läst 5 juli 2020. [inloggning kan krävas]
33. 1 2  Bernce, Gun; Ekholm Ronny, Lindskoug Nils (1971). Hänt i världen 71. Bernces årsbok i ord och bild från A–Ö. Malmö: Bernces förlag. sid. 235–238
34. ↑  ”Nobelpriset”. https://www.nobelprize.org/prizes/lists/all-nobel-prizes/. Läst 10 april 2011.